# Reza Mirkarimi

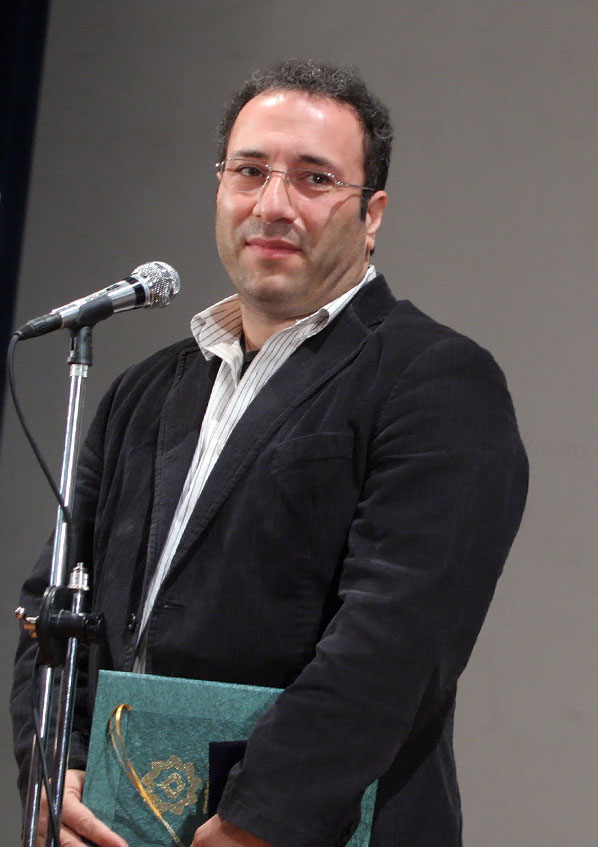
Reza Mirkarimi

Reza Mirkarimi, auch Reza Mir-Karimi (* 28. Februar 1966 in Teheran) ist ein iranischer Filmemacher. Er studierte Graphische Kunst an der Fine Arts University und begann sein Filmschaffen 1987 mit einer Reihe von Kurzfilmen. Zudem schuf er zwei Fernsehserien für Jugendliche, The Adventures of Aftab and Mrs. Aziz (1993) und Hemmat School Kids (1995), die beide im iranischen Fernsehen liefen. 2000 legte er mit The Child and the Soldier seinen ersten Langfilm vor. Mirkarimi war als Mitglied in den Jurys mehrerer Filmfestivals tätig, darunter das International Tehran Short Film Festival und das International Children Film Festival of Isfahan.
Im Vorfeld der Oscarverleihung 2013 zog der Iran Mirkarimis Film A Cube of Sugar (Ye habe ghand) als Kandidat für den Besten fremdsprachigen Film zurück. Dies war eine Reaktion auf den als antiislamisch eingeschätzten Film Innocence of Muslims.

## Filmografie (Auswahl)
- 2000: The Child and the Soldier (Koudak va sarbaz, Regisseur, Drehbuchautor und Produzent)
- 2001: Under the Moonlight (Zir-e noor-e maah, Regisseur, Drehbuchautor)
- 2001: A Thousand Women Like Me (Hezaran zan mesle man, Regisseur und Drehbuchautor)
- 2002: Here, a Shining Light (Inja cheraghi roshan ast, Regisseur, Drehbuchautor, Editor und Produzent)
- 2005: So close, so far (Kheili dour, kheili nazdik, Regisseur, Drehbuchautor und Produzent)
- 2006: Farsh, asb, Turkaman (Dokumentar-Kurzfilm, Produzent)
- 2006: Fereshte va farsh (Kurzfilm, Produzent)
- 2006: Ghali-e sokhangoo (Kurzfilm, Produzent)
- 2007: Kojast jaye residan (Dokumentar-Kurzfilm, Produzent)
- 2008: As Simple as That (Be hamin sadegi, Regisseur, Drehbuchautor, Editor und Produzent)
- 2009: Birthplace (Zadboom, Drehbuchautor)
- 2011: A Cube of Sugar (Ye habe ghand, Regisseur, Drehbuchautor und Produzent)
- 2013: Straight Ahead (Dokumentarfilm, Produzent)
- 2013: Don’t Be Tired! (Produzent)
- 2013: Taj Mahal (Produzent)
- 2014: Today (Emrouz, Regisseur, Drehbuchautor, Editor und Produzent)
- 2016: Dokhtar (Regie, Produzent)
- 2019: Ghasr-e Shirin (Regie, Produzent)
- 2022: The Night Guardian (Regie, Produzent)